# 동정 피로
동정 피로(Compassion fatigue)는 외상학 분야에서 진화하는 개념이다. 이 용어는 이차 외상 스트레스(secondary traumatic stress, STS)와 같은 의미로 사용되었으며, 때로는 단순히 부정적인 돌봄 비용으로 설명되기도 한다. 이차적 외상 스트레스는 학술 문헌에서 일반적으로 사용되는 용어이지만, 최근 평가에서는 동정 피로와 이차적 외상 스트레스(STS) 사이의 특정 차이가 확인되었다.
동정 피로는 도움이나 보호 직업에서 일하는 동안 외상을 입은 개인이나 외상 사건에 대한 혐오스러운 세부 사항에 반복적으로 노출되어 발생하는 외상성 스트레스의 한 형태이다. 이러한 간접적인 형태의 트라우마 노출은 트라우마를 직접 경험하는 것과는 다르다.
동정 피로는 특히 의료 산업에서 재해, 외상, 질병의 피해자와 직접 협력한 결과로 간주된다. 다른 도움을 주는 직업에 종사하는 개인도 연민 피로를 경험할 위험이 있다. 여기에는 아동 보호 전문가, 수의사, 성직자, 교사, 사회 복지사, 완화 치료사, 언론인, 경찰관, 소방관, 구급대원, 동물 복지사, 공공 사서 (직업), 보건 부서 코디네이터 및 학생 업무 전문가가 포함된다. 만성 질환을 앓고 있는 사람들의 가족이나 기타 비공식 간병인과 같은 비전문인도 동정 피로를 경험할 수 있다. 이 용어는 1992년 칼라 조인슨(Carla Joinson)이 병원 간호사가 환자 응급 상황에 매일 반복적으로 노출되어 경험하는 부정적인 영향을 설명하기 위해 처음 만들어졌다.

## 같이 보기
- 방관자 효과
- 역전이
- 외상 후 스트레스 장애